# Équipe de Norvège masculine de basket-ball
Cet article traite de l'équipe masculine. Pour l'équipe féminine, voir Équipe de Norvège féminine de basket-ball.
Maillots
L'équipe de Norvège masculine de basket-ball (en norvégien : Norges herrelandslag i basketball) représente la Fédération norvégienne de basket-ball (Norges Basketballforbund) lors des compétitions internationales, notamment aux Jeux olympiques d'été et aux championnats du monde.
La Norvège a tenté de se qualifier pour le Championnat d'Europe de basket-ball masculin à plusieurs reprises, mais n'a jamais réussi. L'équipe nationale a participé aux qualifications olympiques une seule fois, aux Jeux olympiques d'été de 1988, sans succès. Entre 2007 et 2009, il n’y avait pas d’équipe représentant la Norvège dans les compétitions internationales, mais en 2009, il a été formé une nouvelle équipe. Cette équipe n'était par ailleurs que temporaire, et a été dissoute la même année. En 2010, une nouvelle équipe a été formée.

## Histoire

### La voie du renouveau (2012-2017)
En 2012, des difficultés financières ont conduit la Fédération norvégienne de basket-ball à dissoudre les équipes nationales masculine et féminine. La fédération n'avait tout simplement pas les fonds nécessaires pour maintenir à flot les équipes masculine et féminine. Depuis, cependant, elle a pris conscience de l'importance que revêtent la communauté du basket norvégien, des athlètes et des équipes aux particuliers et aux entreprises, et de leur volonté de la soutenir financièrement. La fédération s'est également efforcée de lever des fonds grâce au parrainage, et a finalement signé un accord de parrainage majeur avec Circle K, en plus de quelques sponsors plus modestes.

## Résultats

### Palmarès
| Compétitions mondiales                             | Compétitions continentales                                                              |
| -------------------------------------------------- | --------------------------------------------------------------------------------------- |
| - Jeux olympiques - Néant - Coupe du monde - Néant | - EuroBasket - Néant - Championnat d'Europe des petits pays - Finaliste en 1996 et 2018 |

### Parcours en compétitions internationales

#### Jeux olympiques
| Année | Position      |      | Année         | Position     |               | Année | Position |
| 1936  | Non qualifiée | 1976 | Non qualifiée | 2008         | Non qualifiée |       |          |
| 1948  | Non qualifiée | 1980 | Non qualifiée | 2012         | Non qualifiée |       |          |
| 1952  | Non qualifiée | 1984 | Non qualifiée | 2016         | Non qualifiée |       |          |
| 1956  | Non qualifiée | 1988 | Non qualifiée | 2020         | Non qualifiée |       |          |
| 1960  | Non qualifiée | 1992 | Non qualifiée | 2024         | Non qualifiée |       |          |
| 1964  | Non qualifiée | 1996 | Non qualifiée | 2028         | -             |       |          |
| 1968  | Non qualifiée | 2000 | Non qualifiée | 2032         | -             |       |          |
| 1972  | Non qualifiée | 2004 | Non qualifiée | Pays inconnu | -             |       |          |

#### Coupe du monde
| Année | Position      |      | Année         | Position |               | Année | Position |
| 1950  | Non qualifiée | 1978 | Non qualifiée | 2006     | Non qualifiée |       |          |
| 1954  | Non qualifiée | 1982 | Non qualifiée | 2010     | Non qualifiée |       |          |
| 1959  | Non qualifiée | 1986 | Non qualifiée | 2014     | Non qualifiée |       |          |
| 1963  | Non qualifiée | 1990 | Non qualifiée | 2019     | Non qualifiée |       |          |
| 1967  | Non qualifiée | 1994 | Non qualifiée | 2023     | Non qualifiée |       |          |
| 1970  | Non qualifiée | 1998 | Non qualifiée | 2027     | Non qualifiée |       |          |
| 1974  | Non qualifiée | 2002 | Non qualifiée |          | -             |       |          |

#### EuroBasket
| Année | Position           |      | Année         | Position     |               | Année | Position |
| 1935  | Équipe inexistante | 1969 | Non qualifiée | 1999         | Non qualifiée |       |          |
| 1937  | Équipe inexistante | 1971 | Non qualifiée | 2001         | Non qualifiée |       |          |
| 1939  | Équipe inexistante | 1973 | Non qualifiée | 2003         | Non qualifiée |       |          |
| 1946  | Équipe inexistante | 1975 | Non qualifiée | 2005         | Non qualifiée |       |          |
| 1947  | Équipe inexistante | 1977 | Non qualifiée | 2007         | Non qualifiée |       |          |
| 1949  | Équipe inexistante | 1979 | Non qualifiée | 2009         | Non qualifiée |       |          |
| 1951  | Équipe inexistante | 1981 | Non qualifiée | 2011         | Non qualifiée |       |          |
| 1953  | Équipe inexistante | 1983 | Non qualifiée | 2013         | Non qualifiée |       |          |
| 1955  | Équipe inexistante | 1985 | Non qualifiée | 2015         | Non qualifiée |       |          |
| 1957  | Équipe inexistante | 1987 | Non qualifiée | 2017         | Non qualifiée |       |          |
| 1959  | Équipe inexistante | 1989 | Non qualifiée | 2022         | Non qualifiée |       |          |
| 1961  | Équipe inexistante | 1991 | Non qualifiée | 2025         | -             |       |          |
| 1963  | Équipe inexistante | 1993 | Non qualifiée | 2029         | -             |       |          |
| 1965  | Équipe inexistante | 1995 | Non qualifiée | Pays inconnu | -             |       |          |
| 1967  | Non qualifiée      | 1997 | Non qualifiée | Pays inconnu | -             |       |          |

## Joueurs célèbres
- Torgeir Bryn